# Whitney Houston - Stella senza cielo
Whitney Houston - Stella senza cielo (Whitney) è un film documentario del 2018 scritto e diretto da Kevin Macdonald. 
Il film racconta la vita e la carriera della cantautrice statunitense Whitney Houston dalla sua nascita nel 1963 fino alla sua prematura morte avvenuta nel 2012.

## Trama
Il documentario racconta la vita e la carriera della cantante statunitense Whitney Houston, attraverso filmati d'archivio inediti, registrazioni esclusive, esibizioni rare e interviste con le persone che la conoscevano meglio.

## Distribuzione
Il film è stato distribuito nelle sale statunitensi il 6 luglio 2018 mentre in italia è stato trasmesso in prima visione assoluta sul canale Nove il 30 dicembre 2021.